# 東方三博士の礼拝 (ルーベンス、リヨン美術館)
『東方三博士の礼拝』（とうほうさんはかせのれいはい、蘭: Aanbidding door de koningen、仏: L'Adoration des mages、英: The Adoration of the Magi）は、バロック期のフランドルの巨匠ピーテル・パウル・ルーベンスが1617年から1618年頃に制作した絵画である。油彩。主題は『新約聖書』「マタイによる福音書」2章で語られている東方三博士の礼拝から取られている。現在はリヨンのリヨン美術館に所蔵されている。また全体的な準備素描が個人コレクションに所蔵されているほか、多くの同主題の絵画が知られている。

## 主題
「マタイによる福音書」2章によると、ベツレヘムでイエス・キリストが生まれたとき、空に偉大な王が生まれたことを知らせる星が現れた。東方の地でその星を見た三博士は王の誕生を祝福するべくエルサレムを訪れた。彼らがヘロデ王にユダヤ人の王として生まれた赤子がどこにいるのかと尋ねた。不安を感じたヘロデ王は司祭長や学者たちを集めてメシアがどこに生まれるのかを問い質した。すると彼らは「ベツレヘムに生まれる」と答えた。そこでヘロデ王は博士たちに「探している子供を見つけたら知らせてほしい」と言ってベツレヘムに送り出した。博士たちが出発すると、以前見た星が現れて先導し、イエスがいる家の場所で止まった。博士たちが家に入ると聖母マリアと幼いイエスを発見した。彼らはイエスを礼拝し、黄金、乳香、没薬を捧げたのち帰国した。

## 作品

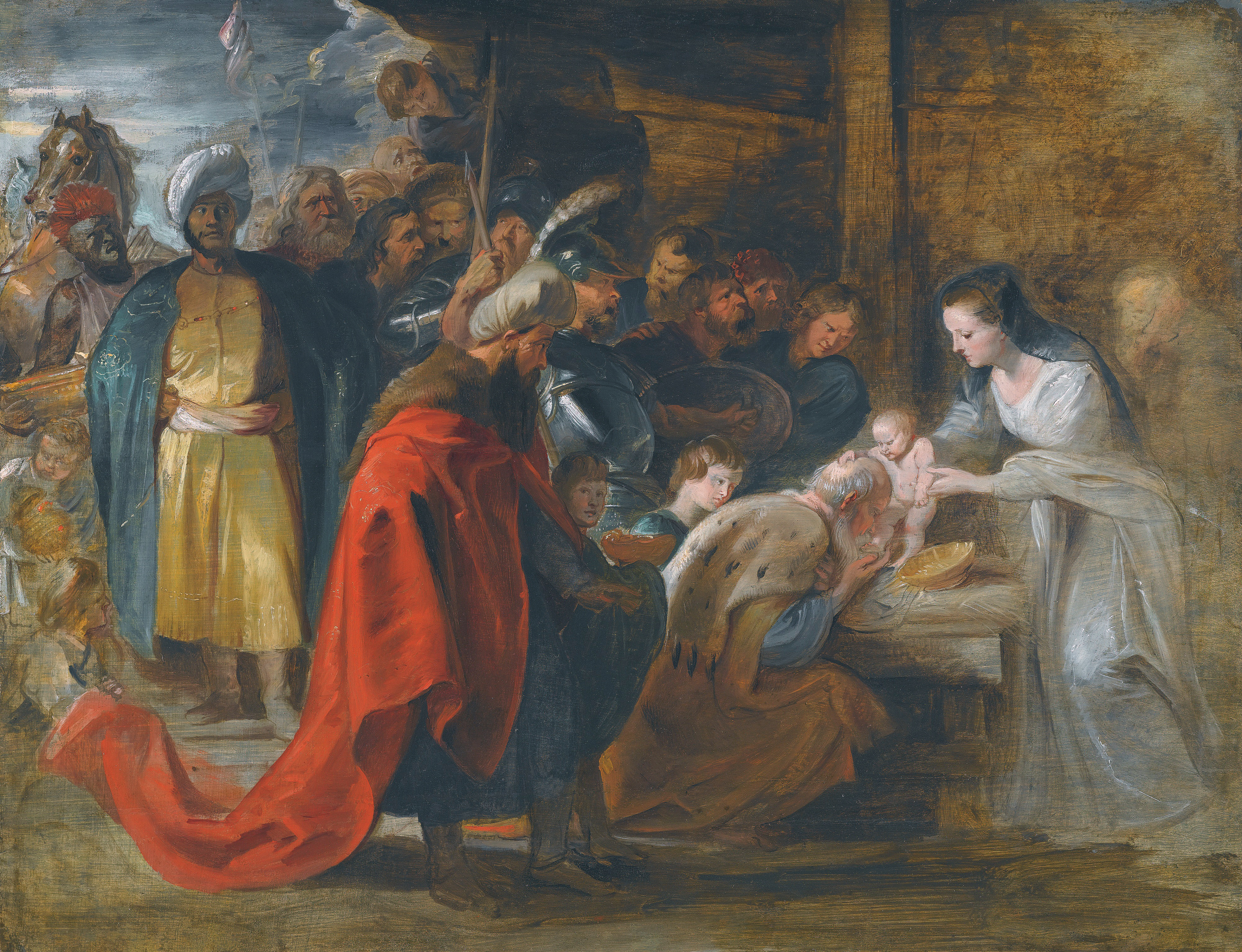
本作品の油彩による準備習作。個人蔵。

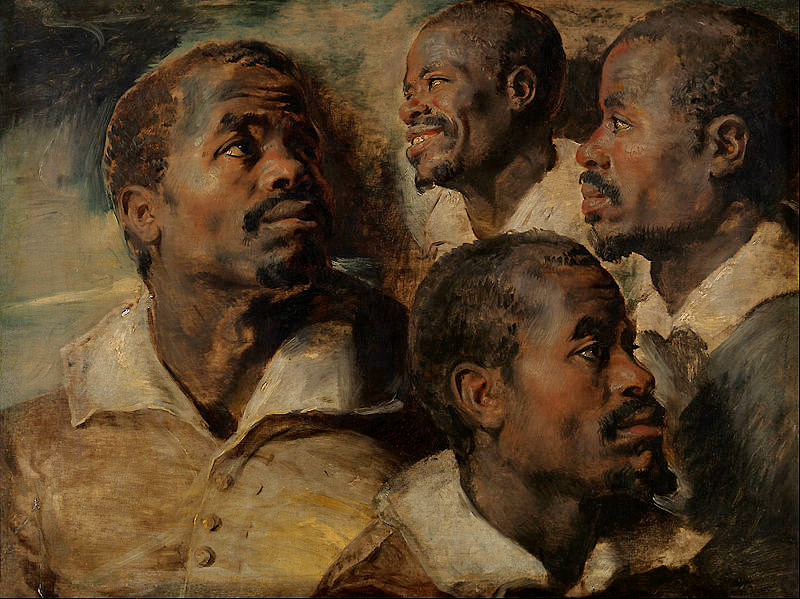
『ムーア人の4つの頭部習作』。ベルギー王立美術館所蔵。

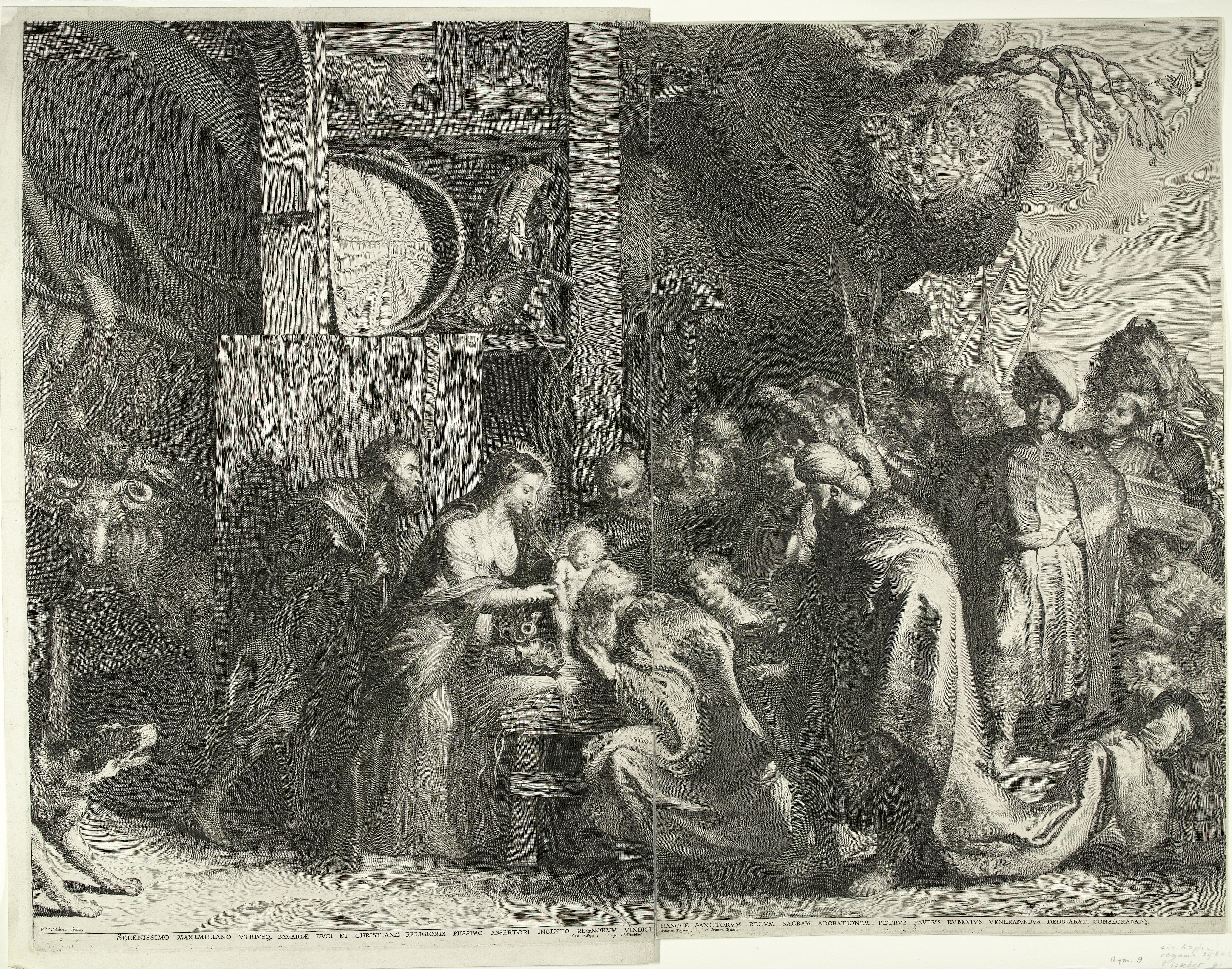
本作品に基づくルカス・フォルステルマンのエングレーヴィング。

ルーベンスは三博士が幼児のキリストを礼拝する瞬間を描いている。聖家族が暮らしているのは厩舎として整備された洞窟であり、背景にはレンガと木材で建てられた小屋が見える。幼児キリストは聖母マリアに支えられながら飼葉桶に置かれた藁の上に立っており、三博士の最年長者であるメルキオールは幼児キリストの前にひざまずいて、幼い右足を手に取り、キスをして敬意を表している。幼児キリストはメルキオールの禿げた頭に右手を置いて寄りかかっている。飼葉桶の質素な藁のベッドは、金貨で満たされた荘厳な丸襞装飾のゴブレットと、遠方からの来訪者のきらめくローブ、豪華な毛皮で飾られたマント、黄金色に美しく輝くチュニック、ブロケードとダマスク織とは対照的である。メルキオールの背後にはカスパールと黒人男性の姿で表されたバルタザールが描かれている。彼らにはいずれも宝物を携えた美しい少年が従っており、そのうちの1人（メルキオールとカスパールの間で没薬を持っている少年）は鑑賞者の側を見つめている。また黒い甲冑で武装した兵士は盾を持った左手でキリストを覗き込もうとする群衆を遮っている。画面奥の背景では狭い空間に集まった兵士たちや観衆は様々なポーズと表情で異質な集団を形成している。
ルーベンスはバロック的な強く対照的な色彩と質感の効果、緻密な構図で画面を作り上げている。三博士は画面左上からの対角線に沿って、バルタザール、カスパール、メルキオールの順で配置されている。彼らは明らかに人間の3つの時代を表している。
画中の何人かの登場人物はルーベンスの人物の頭部の研究に見出すことができる。たとえばドイツ出身の美術史家ジュリアス・サミュエル・ヘルドによると、バルタザールはアイントホーフェンの実業家アントン・フィリップスのコレクションにあった『レヴァント人の2つの頭部習作』（The two Levantine head studies）の左側の研究に基づいている。またバルタザールの左側に立っている黒人の従者はベルギー王立美術館に所蔵されている『ムーア人の4つの頭部習作』（Vier studies van het hoofd van een Moor）の左側の研究を使用し、さらにバルタザールのすぐ右側に立っているひげを生やした老人については、現在は失われた別の頭部の研究を使用している。
ルーベンスの典型的な制作手法として、油彩の準備習作との間には大きな変更点が見られる。人物像の一群はより圧縮されて画面前景に近づけられ、より大きな記念碑性が与えられている。構図の細部も様々に変更されている。聖母は横顔からわずかに鑑賞者の側に向けられ、前傾の身体を少し起こしている。聖ヨセフは横顔に、幼児キリストを覗き込む若者は厳しい表情のひげを生やした年配の男性に変更された。さらに幼児キリストのほうに向けられていたバルタザールの視線は鑑賞者の側に変更された。
制作年代はほとんどの研究者によって1617年から1619年の間と考えられている。1619年にメヘレンの聖ヨハネ教会祭壇画として制作された『東方三博士の礼拝』と多くの類似点があることは、本作品が同時期の作品とする見解を補強している。
美術史家ピーター・キャンベル・サットンは、横長の画面は教会の祭壇画には適していないため、個人的な崇拝のために制作されたものであると指摘している。

## 来歴
本作品は1698年、バイエルン選帝侯マクシミリアン2世エマヌエルが現在ミュンヘンのアルテ・ピナコテークに所蔵されているルーベンスの12点の絵画とともにアントウェルペンのハイスブレヒト・ファン・ケーレン（Gijsbrecht van Ceulen）から取得した絵画の1つである。1805年、パリのルーヴル美術館にあった絵画は国家によってリヨン美術館に寄託された。

## 習作
油彩の準備習作（あるいはモデロ）は魅力的な流動性に満ち、生き生きとした表面と荒涼とした一次顔料の使用で他のルーベンスの準備習作と多くの点で共通している。画面両端の少年と聖ヨセフは最も不器用あるいは大雑把に仕上げられている。
この油彩習作は19世紀にはその存在が知られていた。1895年、美術史家テオドア・フォン・フリンメルは当時シュトゥマ・フォン・タヴァルノック（Stummer von Tavarnok）男爵のコレクションにあった油彩習作をカタログ化している。その後、油彩習作は20世紀全体を通じてほとんど忘れ去られていたが、1980年になってジュリアス・サミュエル・ヘルドによって再発見され、2004年から2005年のルーベンス展で広く知られるようになった。絵画はシュトゥマ男爵夫人の子孫に相続されていたが、2010年にサザビーズの競売で売却された。この売却前に修復が行われ、後代の上塗りが除去された。聖ヨセフは最も上塗りが施された部分の1つであり、上塗りが除去された結果、ルーベンスによる大きく異なる描写が明らかにされている。

## 影響
本作品は制作から数年後の1621年にルカス・フォルステルマンによってエングレーヴィングが制作されている。

## ギャラリー

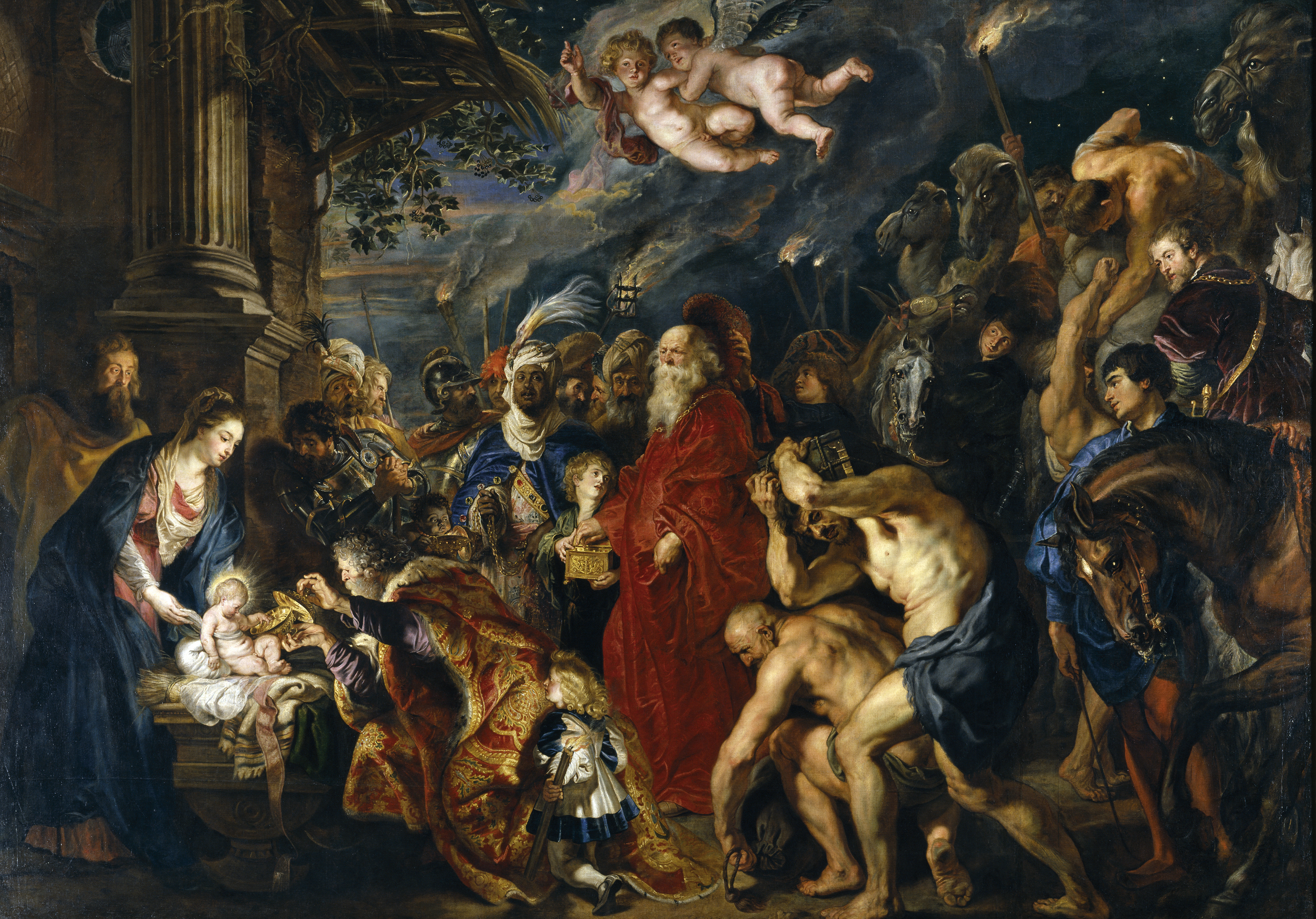
『東方三博士の礼拝』1609年 プラド美術館所蔵
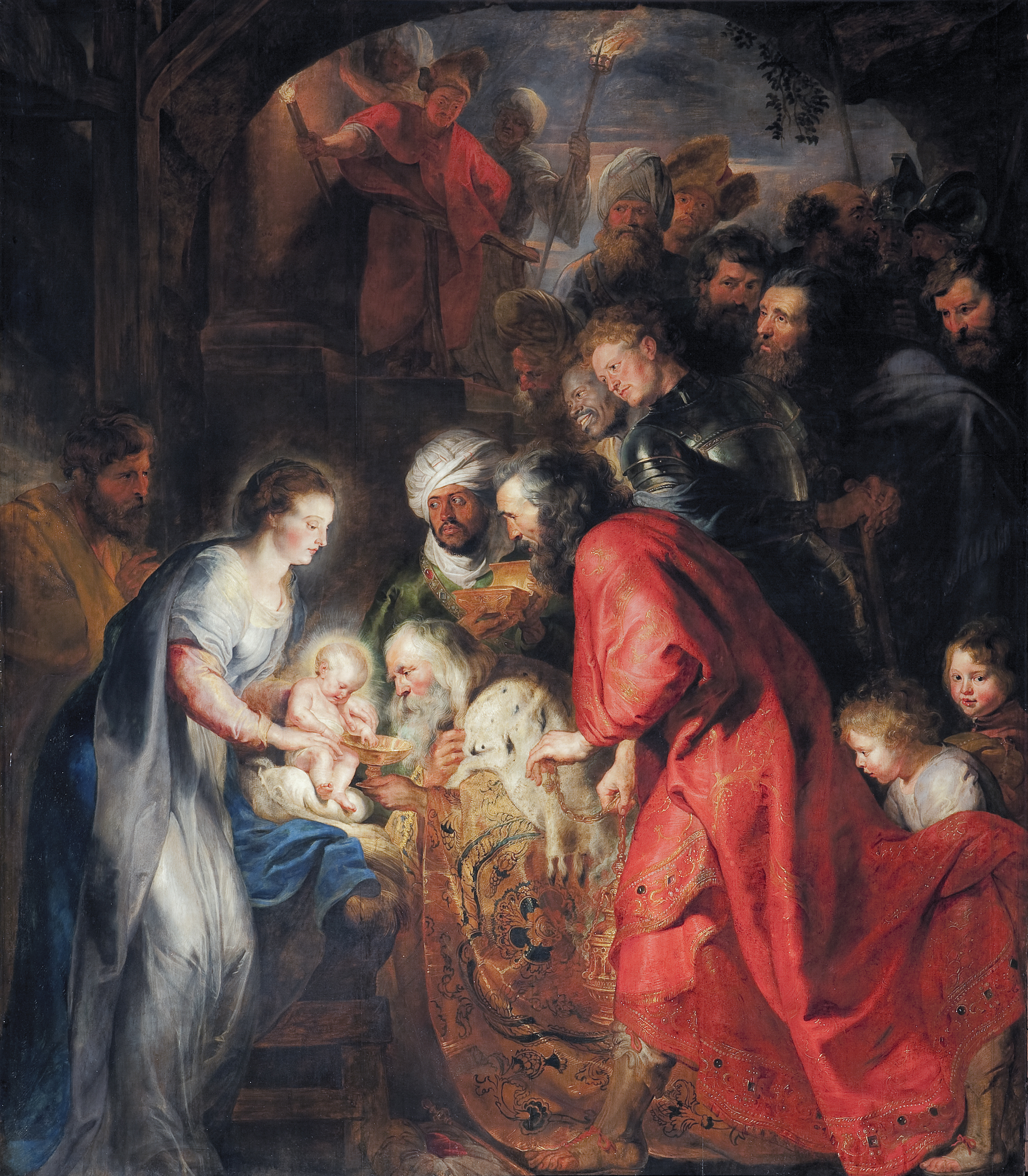
『東方三博士の礼拝』1619年 聖ヨハネ教会（オランダ語版）所蔵
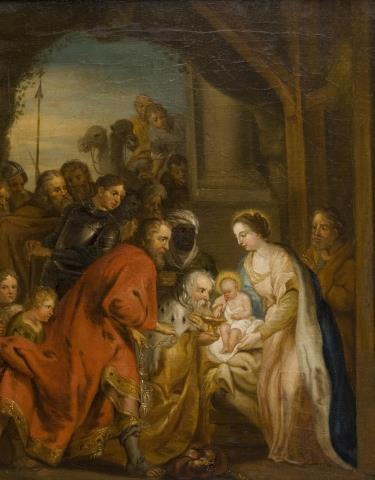
『東方三博士の礼拝』1619年以降 オークランド美術館所蔵
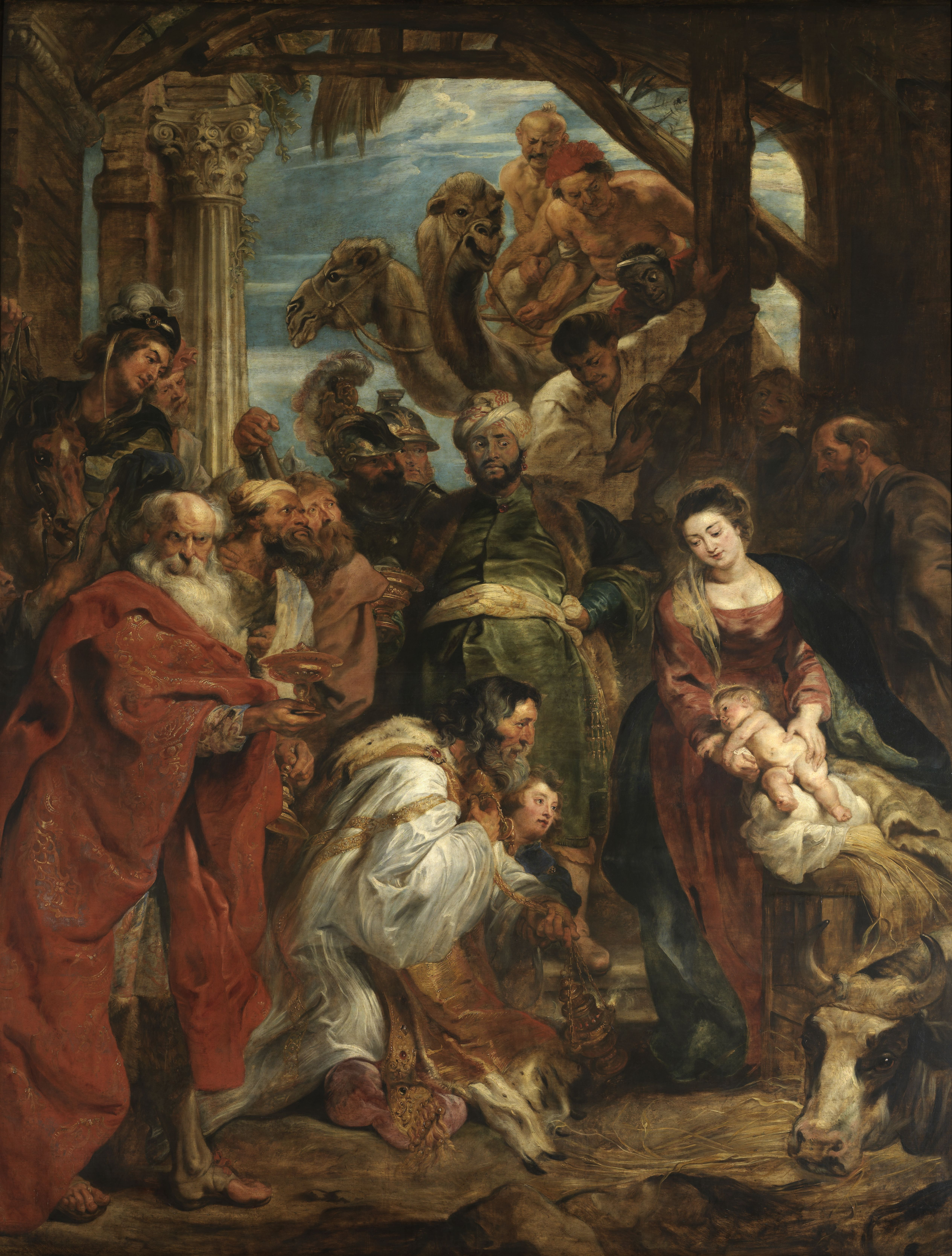
『東方三博士の礼拝』1624年 アントウェルペン王立美術館所蔵
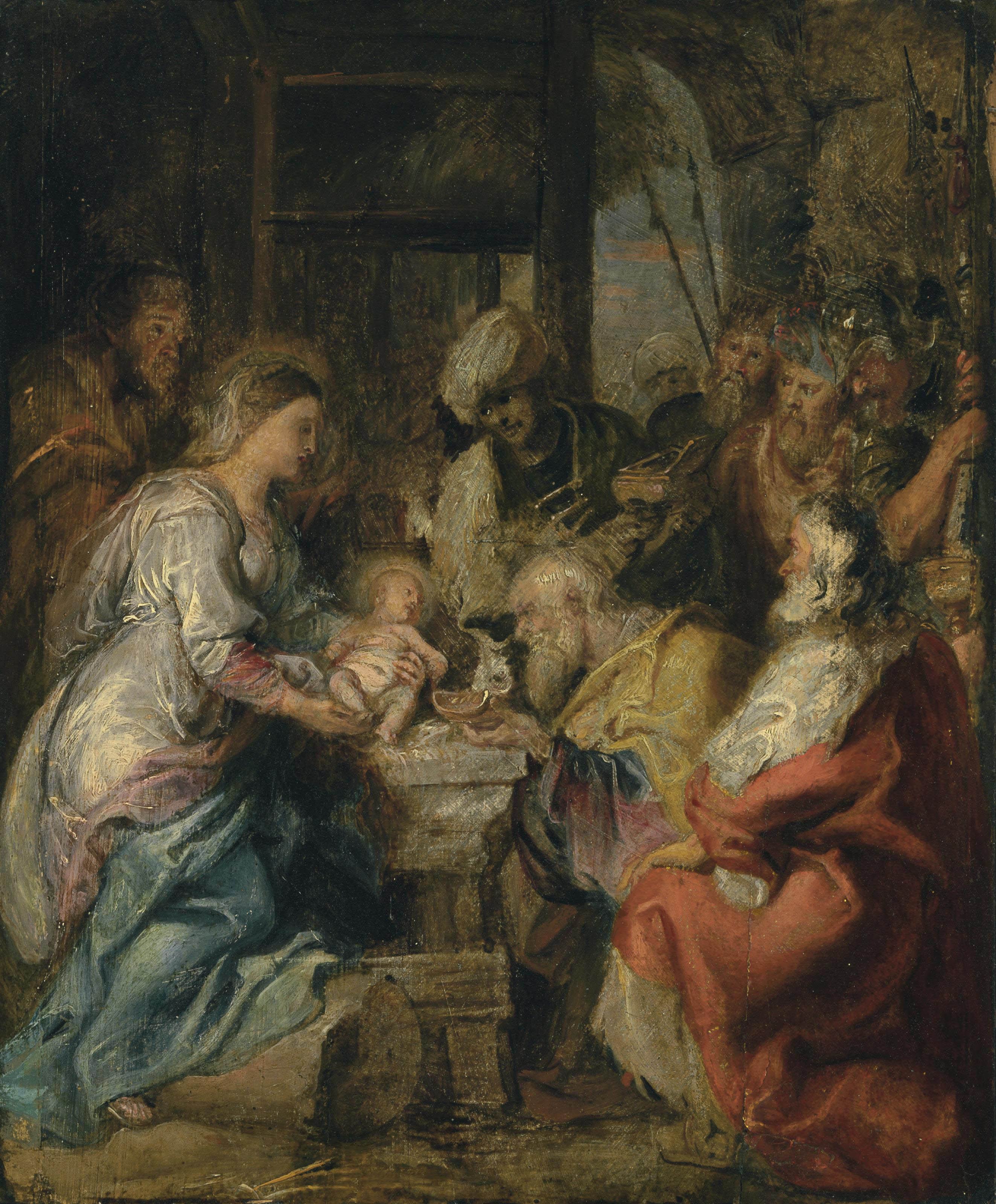
『東方三博士の礼拝』1626年頃 個人蔵
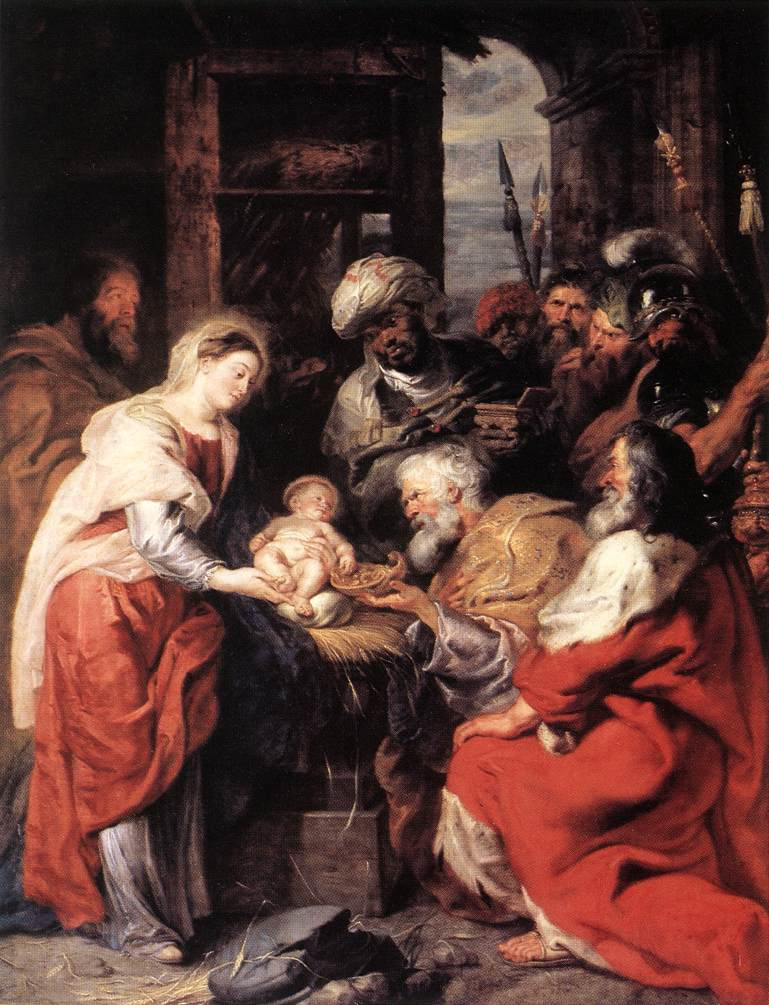
『東方三博士の礼拝』1626年から1627年 ルーヴル美術館所蔵
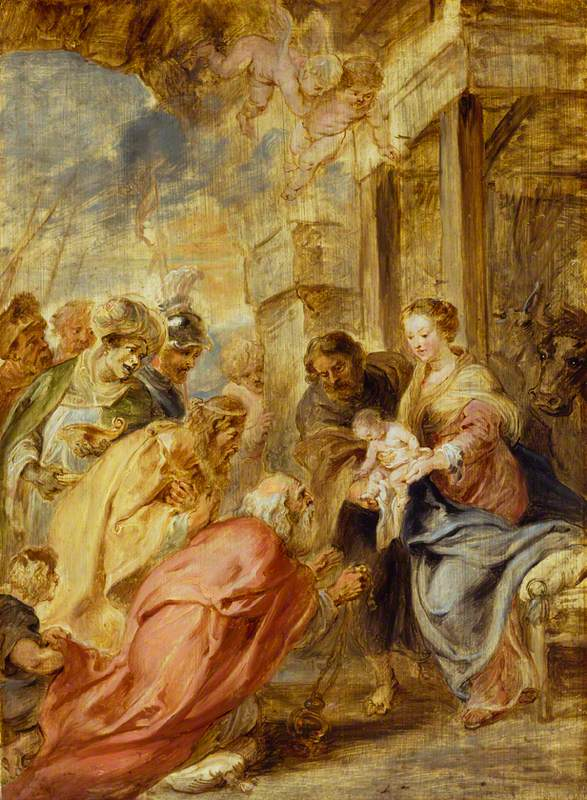
『東方三博士の礼拝』1633年頃 ウォレス・コレクション所蔵
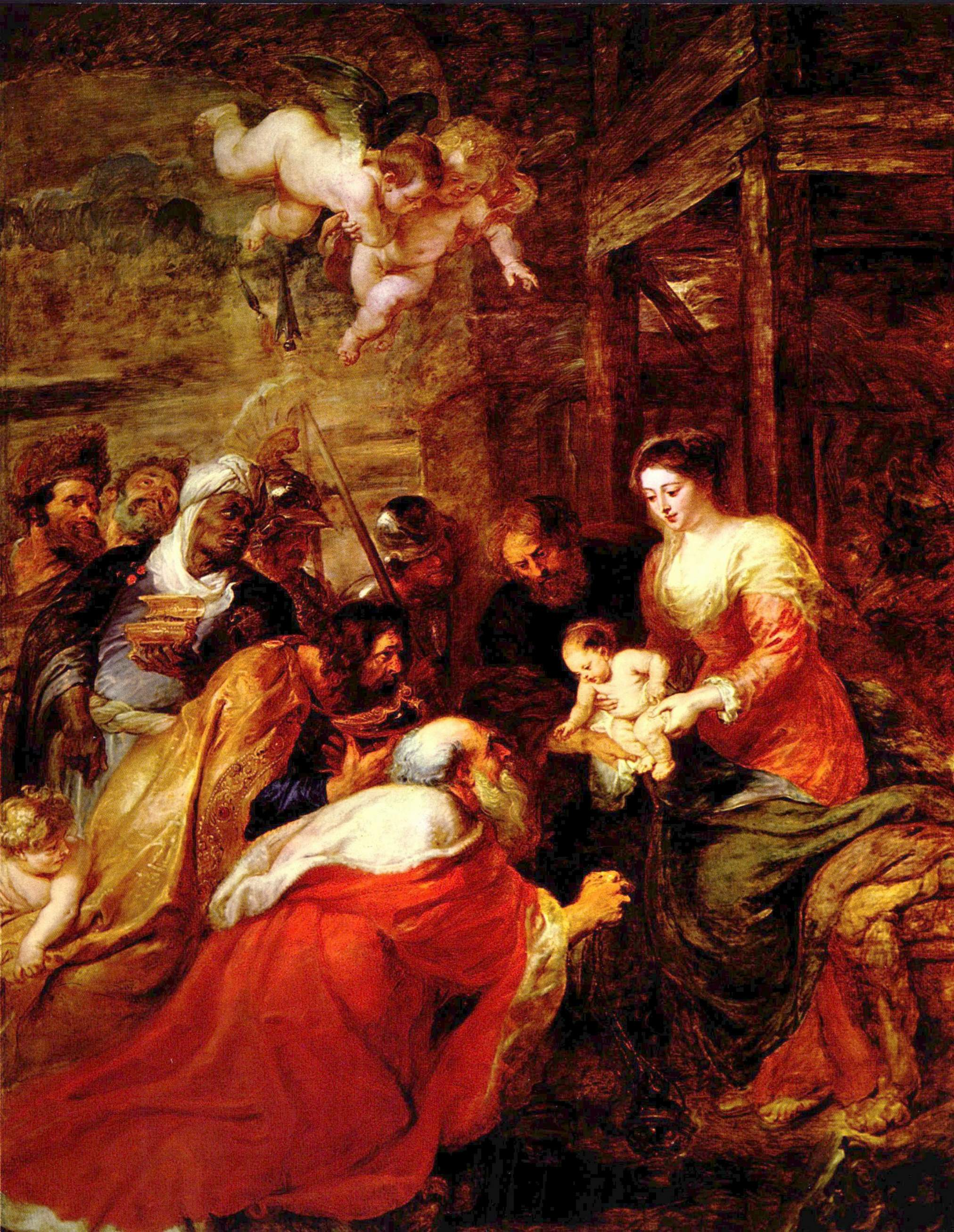
『東方三博士の礼拝』1633年-1634年 キングス・カレッジ・チャペル所蔵